# شهرستان باسک (تگزاس)
باسک (به انگلیسی: Bosque) شهرستانی در ایالت تگزاس است. در سرشماری سال ۲۰۰۰، جمعیت این شهرستان ۱۷٬۲۰۴ نفر اعلام شد. مرکز باسک شهر مریدین است. شهرستان باسک در سال ۱۸۵۴ تأسیس شد.

## جغرافیا
طبق اداره آمار آمریکا، این شهرستان مساحتی در حدود ۲٬۵۹۸ کیلومتر مربع دارد.

### شهرها
- کلیفتون
- مریدین
- کرنفیلز گپ
- ایردل
- ولی میلز
- مرگن
- والنات اسپرینگز